# Llista d'asteroides/66901–67000
| Nom             | Designació provisional | Data de descobriment | Lloc de descobriment  | Descobridor/s         |
| --------------- | ---------------------- | -------------------- | --------------------- | --------------------- |
| 66901 -         | 1999 VK135             | 13 de novembre, 1999 | Anderson Mesa         | LONEOS                |
| 66902 -         | 1999 VK144             | 11 de novembre, 1999 | Catalina              | CSS                   |
| 66903 -         | 1999 VK147             | 12 de novembre, 1999 | Socorro               | LINEAR                |
| 66904 -         | 1999 VA160             | 14 de novembre, 1999 | Socorro               | LINEAR                |
| 66905 -         | 1999 VC160             | 14 de novembre, 1999 | Socorro               | LINEAR                |
| 66906 -         | 1999 VG162             | 14 de novembre, 1999 | Socorro               | LINEAR                |
| 66907 -         | 1999 VJ162             | 14 de novembre, 1999 | Socorro               | LINEAR                |
| 66908 -         | 1999 VY162             | 14 de novembre, 1999 | Socorro               | LINEAR                |
| 66909 -         | 1999 VD163             | 14 de novembre, 1999 | Socorro               | LINEAR                |
| 66910 -         | 1999 VZ165             | 14 de novembre, 1999 | Socorro               | LINEAR                |
| 66911 -         | 1999 VF167             | 14 de novembre, 1999 | Socorro               | LINEAR                |
| 66912 -         | 1999 VH167             | 14 de novembre, 1999 | Socorro               | LINEAR                |
| 66913 -         | 1999 VF169             | 14 de novembre, 1999 | Socorro               | LINEAR                |
| 66914 -         | 1999 VK170             | 14 de novembre, 1999 | Socorro               | LINEAR                |
| 66915 -         | 1999 VT170             | 14 de novembre, 1999 | Socorro               | LINEAR                |
| 66916 -         | 1999 VG176             | 3 de novembre, 1999  | Socorro               | LINEAR                |
| 66917 -         | 1999 VP176             | 5 de novembre, 1999  | Socorro               | LINEAR                |
| 66918 -         | 1999 VY176             | 5 de novembre, 1999  | Socorro               | LINEAR                |
| 66919 -         | 1999 VC177             | 5 de novembre, 1999  | Socorro               | LINEAR                |
| 66920 -         | 1999 VN178             | 6 de novembre, 1999  | Socorro               | LINEAR                |
| 66921 -         | 1999 VY178             | 6 de novembre, 1999  | Socorro               | LINEAR                |
| 66922 -         | 1999 VC185             | 15 de novembre, 1999 | Socorro               | LINEAR                |
| 66923 -         | 1999 VL186             | 15 de novembre, 1999 | Socorro               | LINEAR                |
| 66924 -         | 1999 VY186             | 15 de novembre, 1999 | Socorro               | LINEAR                |
| 66925 -         | 1999 VZ190             | 10 de novembre, 1999 | Socorro               | LINEAR                |
| 66926 -         | 1999 VE193             | 1 de novembre, 1999  | Anderson Mesa         | LONEOS                |
| 66927 -         | 1999 VP199             | 2 de novembre, 1999  | Catalina              | CSS                   |
| 66928 -         | 1999 VQ199             | 2 de novembre, 1999  | Catalina              | CSS                   |
| 66929 -         | 1999 VS199             | 4 de novembre, 1999  | Anderson Mesa         | LONEOS                |
| 66930 -         | 1999 VG201             | 3 de novembre, 1999  | Socorro               | LINEAR                |
| 66931 -         | 1999 VL208             | 10 de novembre, 1999 | Socorro               | LINEAR                |
| 66932 -         | 1999 VL213             | 13 de novembre, 1999 | Anderson Mesa         | LONEOS                |
| 66933 -         | 1999 VK229             | 5 de novembre, 1999  | Socorro               | LINEAR                |
| 66934 Kálalová  | 1999 WF1               | 26 de novembre, 1999 | Kleť                  | Kleť                  |
| 66935 -         | 1999 WZ1               | 26 de novembre, 1999 | Višnjan Observatory   | K. Korlević           |
| 66936 -         | 1999 WD5               | 28 de novembre, 1999 | Oizumi                | T. Kobayashi          |
| 66937 -         | 1999 WB6               | 28 de novembre, 1999 | Višnjan Observatory   | K. Korlević           |
| 66938 -         | 1999 WM8               | 29 de novembre, 1999 | Monte Agliale         | S. Donati             |
| 66939 Franscini | 1999 WQ8               | 28 de novembre, 1999 | Gnosca                | S. Sposetti           |
| 66940 -         | 1999 WM11              | 29 de novembre, 1999 | Nachi-Katsuura        | H. Shiozawa, T. Urata |
| 66941 -         | 1999 WO11              | 29 de novembre, 1999 | H. Shiozawa, T. Urata |                       |
| 66942 -         | 1999 WR12              | 29 de novembre, 1999 | Kitt Peak             | Spacewatch            |
| 66943 -         | 1999 WF17              | 30 de novembre, 1999 | Kitt Peak             | Spacewatch            |
| 66944 -         | 1999 WQ20              | 16 de novembre, 1999 | Catalina              | CSS                   |
| 66945 -         | 1999 XA1               | 2 de desembre, 1999  | Oizumi                | T. Kobayashi          |
| 66946 -         | 1999 XT1               | 3 de desembre, 1999  | Baton Rouge           | W. R. Cooney Jr.      |
| 66947 -         | 1999 XZ1               | 3 de desembre, 1999  | Fountain Hills        | C. W. Juels           |
| 66948 -         | 1999 XN5               | 4 de desembre, 1999  | Catalina              | CSS                   |
| 66949 -         | 1999 XO7               | 4 de desembre, 1999  | Fountain Hills        | C. W. Juels           |
| 66950 -         | 1999 XQ11              | 6 de desembre, 1999  | Catalina              | CSS                   |
| 66951 -         | 1999 XN13              | 5 de desembre, 1999  | Socorro               | LINEAR                |
| 66952 -         | 1999 XF19              | 3 de desembre, 1999  | Socorro               | LINEAR                |
| 66953 -         | 1999 XM19              | 3 de desembre, 1999  | Socorro               | LINEAR                |
| 66954 -         | 1999 XV19              | 5 de desembre, 1999  | Socorro               | LINEAR                |
| 66955 -         | 1999 XK20              | 5 de desembre, 1999  | Socorro               | LINEAR                |
| 66956 -         | 1999 XE21              | 5 de desembre, 1999  | Socorro               | LINEAR                |
| 66957 -         | 1999 XO21              | 5 de desembre, 1999  | Socorro               | LINEAR                |
| 66958 -         | 1999 XO23              | 6 de desembre, 1999  | Socorro               | LINEAR                |
| 66959 -         | 1999 XO35              | 6 de desembre, 1999  | Socorro               | LINEAR                |
| 66960 -         | 1999 XN36              | 7 de desembre, 1999  | Fountain Hills        | C. W. Juels           |
| 66961 -         | 1999 XU41              | 7 de desembre, 1999  | Socorro               | LINEAR                |
| 66962 -         | 1999 XL42              | 7 de desembre, 1999  | Socorro               | LINEAR                |
| 66963 -         | 1999 XU43              | 7 de desembre, 1999  | Socorro               | LINEAR                |
| 66964 -         | 1999 XC49              | 7 de desembre, 1999  | Socorro               | LINEAR                |
| 66965 -         | 1999 XL49              | 7 de desembre, 1999  | Socorro               | LINEAR                |
| 66966 -         | 1999 XJ52              | 7 de desembre, 1999  | Socorro               | LINEAR                |
| 66967 -         | 1999 XB53              | 7 de desembre, 1999  | Socorro               | LINEAR                |
| 66968 -         | 1999 XU53              | 7 de desembre, 1999  | Socorro               | LINEAR                |
| 66969 -         | 1999 XW54              | 7 de desembre, 1999  | Socorro               | LINEAR                |
| 66970 -         | 1999 XV58              | 7 de desembre, 1999  | Socorro               | LINEAR                |
| 66971 -         | 1999 XG59              | 7 de desembre, 1999  | Socorro               | LINEAR                |
| 66972 -         | 1999 XE64              | 7 de desembre, 1999  | Socorro               | LINEAR                |
| 66973 -         | 1999 XM66              | 7 de desembre, 1999  | Socorro               | LINEAR                |
| 66974 -         | 1999 XG70              | 7 de desembre, 1999  | Socorro               | LINEAR                |
| 66975 -         | 1999 XR75              | 7 de desembre, 1999  | Socorro               | LINEAR                |
| 66976 -         | 1999 XN78              | 7 de desembre, 1999  | Socorro               | LINEAR                |
| 66977 -         | 1999 XX82              | 7 de desembre, 1999  | Socorro               | LINEAR                |
| 66978 -         | 1999 XE86              | 7 de desembre, 1999  | Socorro               | LINEAR                |
| 66979 -         | 1999 XR86              | 7 de desembre, 1999  | Socorro               | LINEAR                |
| 66980 -         | 1999 XK88              | 7 de desembre, 1999  | Socorro               | LINEAR                |
| 66981 -         | 1999 XE89              | 7 de desembre, 1999  | Socorro               | LINEAR                |
| 66982 -         | 1999 XA91              | 7 de desembre, 1999  | Socorro               | LINEAR                |
| 66983 -         | 1999 XB92              | 7 de desembre, 1999  | Socorro               | LINEAR                |
| 66984 -         | 1999 XY92              | 7 de desembre, 1999  | Socorro               | LINEAR                |
| 66985 -         | 1999 XT93              | 7 de desembre, 1999  | Socorro               | LINEAR                |
| 66986 -         | 1999 XH95              | 7 de desembre, 1999  | Oizumi                | T. Kobayashi          |
| 66987 -         | 1999 XU95              | 9 de desembre, 1999  | Oizumi                | T. Kobayashi          |
| 66988 -         | 1999 XN97              | 7 de desembre, 1999  | Socorro               | LINEAR                |
| 66989 -         | 1999 XZ102             | 7 de desembre, 1999  | Socorro               | LINEAR                |
| 66990 -         | 1999 XA103             | 7 de desembre, 1999  | Socorro               | LINEAR                |
| 66991 -         | 1999 XE105             | 9 de desembre, 1999  | Fountain Hills        | C. W. Juels           |
| 66992 -         | 1999 XY106             | 4 de desembre, 1999  | Catalina              | CSS                   |
| 66993 -         | 1999 XJ107             | 4 de desembre, 1999  | Catalina              | CSS                   |
| 66994 -         | 1999 XZ107             | 4 de desembre, 1999  | Catalina              | CSS                   |
| 66995 -         | 1999 XN109             | 4 de desembre, 1999  | Catalina              | CSS                   |
| 66996 -         | 1999 XJ113             | 11 de desembre, 1999 | Socorro               | LINEAR                |
| 66997 -         | 1999 XR113             | 11 de desembre, 1999 | Socorro               | LINEAR                |
| 66998 -         | 1999 XY113             | 11 de desembre, 1999 | Socorro               | LINEAR                |
| 66999 -         | 1999 XX115             | 5 de desembre, 1999  | Catalina              | CSS                   |
| 67000 -         | 1999 XT116             | 5 de desembre, 1999  | Catalina              | CSS                   |